# Zwergfaultier
Das Zwergfaultier (Bradypus pygmaeus) ist eine erst 2001 beschriebene Faultierart aus der Familie der Dreifinger-Faultiere (Bradypodidae). Die Art ist endemisch auf der Insel Escudo de Veraguas, die vor der Nordküste Panamas in der Provinz Bocas del Toro liegt. Dort lebt sie überwiegend in den küstennahen Mangrovenwäldern, über die Lebensweise ist aber nur wenig bekannt. Höchstwahrscheinlich entstand das Zwergfaultier durch Inselverzwergung im Ausklang der Letzten Kaltzeit, als der Meeresspiegel anstieg und so die Vorfahren der heutigen Vertreter von ihren nahen Verwandten des Festlandes abschnitt. Der Bestand des Zwergfaultiers gilt als vom Aussterben bedroht.

## Merkmale

### Allgemein

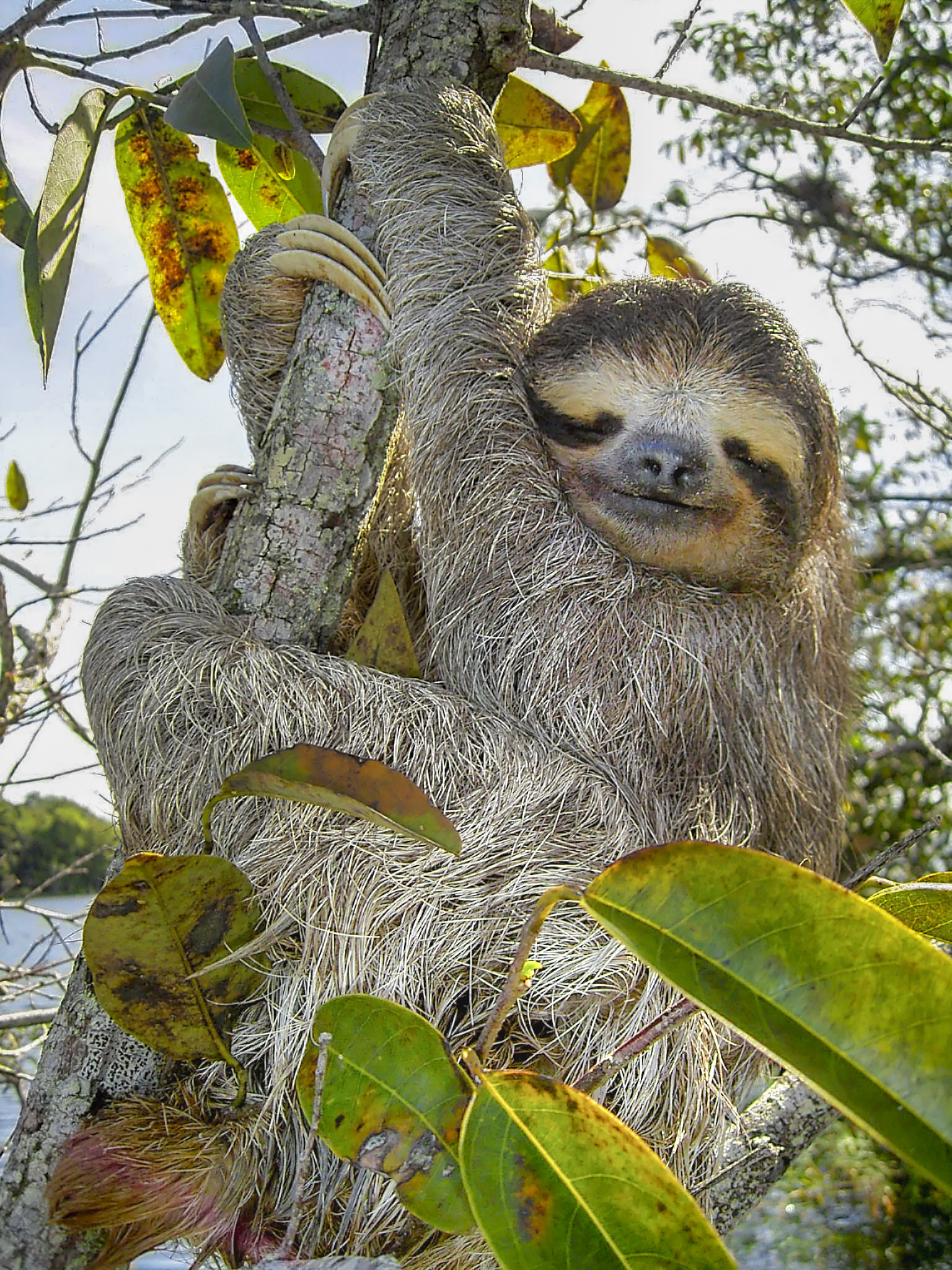
Das Zwergfaultier ähnelt stark dem hier abgebildeten Braunkehl-Faultier, ist jedoch deutlich kleiner.

Das Zwergfaultier ähnelt stark dem Braunkehl-Faultier (Bradypus variegatus), ist aber deutlich kleiner und somit ein typischer Fall von Inselverzwergung. Es erreicht eine Gesamtlänge von 48,5 bis 53 cm, wobei der kurze Schwanz dabei zwischen 4,5 und 6 cm einnimmt, und ein Gewicht von 2,5 bis 3,5 kg. Im Bezug auf das Körpergewicht ist es somit etwa 40 % kleiner als das Braunkehl-Faultier, im Bezug auf die Körpermaße etwa 15 % kleiner. Das Gesicht ist gelb-bräunlich bis bräunlich und weist ein dunkles Augenband auf, um das das Fell leicht orangefarben erscheint. Das Haar auf dem Kopf und den Schultern ist lang und zottelig und bildet manchmal eine Art Haube um die kurze Gesichtsbehaarung. Die Ohren sind klein, maximal 1 cm lang, und äußerlich nicht zu sehen. Die Kehle weist eine agoutifarbene bis graubraune Tönung auf. Männchen zeichnen sich durch einen orangefarbenen Rückenfleck mit dunklem Mittelstreifen aus. Das Fell ist wie bei allen Faultieren als Anpassung an ihre Lebensweise (in den Bäumen hängend) vom Bauch weg gescheitelt. Wie alle Dreifinger-Faultiere besitzt auch das Zwergfaultier vorne und hinten dreistrahlige Füße mit jeweils langen Krallen. Der Hinterfuß erreicht dabei zwischen 9,4 und 11 cm Länge.

### Schädel- und Gebissmerkmale
Der Schädel ist grazil gebaut und zwischen 6,7 und 7,2 cm lang und am Jochbein zwischen 3,8 und 4,6 cm, hinter den Augen aber nur maximal 2,2 cm breit. Typischerweise ist der Jochbeinbogen nicht vollständig geschlossen, besitzt aber im vorderen Abschnitt eine schmale, lange Verlängerung, die nach unten gerichtet ist. Auf dem Scheitelbein sind zudem zwei schwache parasagittale Rücken ausgebildet. Das Rostrum ist kurz und das Stirnbein leicht geschwollen. Im Oberkiefer befinden sich 5, im Unterkiefer 4 Zähne je Kieferhälfte, insgesamt also 18. Die jeweils vorderen sind dabei kleiner und meißelartig geformt, können im Oberkiefer teilweise auch ganz fehlen, die hinteren ähneln Molaren. Die obere Zahnreihe erreicht bis knapp 2,5 cm Länge. Zu den Skelettmerkmalen, die das Zwergfaultier von den Festlandsformen unterscheidet, gehören unter anderem ein größerer Eingang des Canalis caroticus am Felsenbein, ein größerer Äußerer Gehörgang und ein dünnerer sowie stärker gekrümmter Kronenfortsatz am Unterkiefer.

## Verbreitung

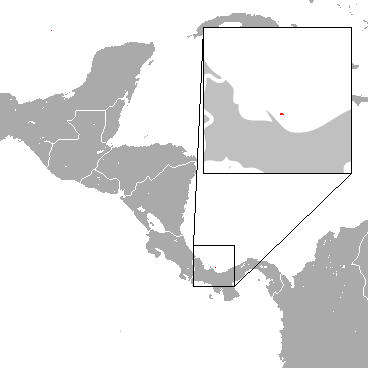
Verbreitungsgebiet des Zwergfaultiers ist die kleine Insel Escudo de Veraguas (roter Punkt).

Die Art lebt endemisch auf der 4,3 km² großen Insel Escudo de Veraguas, die etwa 17,6 km vor der Nordküste Panamas in der Provinz Bocas del Toro liegt. Die Insel ist dicht bewaldet, 10 bis 12 ha nimmt davon die Rote Mangrove an den nördlichen und nordöstlichen Küstengebieten ein, rund 400 ha sind mit tropischen Regenwäldern bewachsen. Das Zwergfaultier ist weitgehend auf die Mangrovenwälder beschränkt, einzelne Tiere drangen aber gemäß Beobachtungen bis über 200 m in den Regenwald vor beziehungsweise hielten sich nur dort, aber in Nachbarschaft zu den Mangroven auf. In den Wäldern des Inselinnern ist die Art bisher nicht direkt nachgewiesen, es wird aber neueren Untersuchungen zufolge davon ausgegangen, dass sie auch dort teilweise vorkommt. Das gesamte bewohnte Gebiet wird bisher mit 1,3 bis 1,5 km² angegeben, was der Gesamtverbreitung der Roten Mangrove auf Escudo de Veraguas entspricht.

## Lebensweise
Über die Lebensweise des Zwergfaultiers ist wenig bekannt. Wie alle Dreifinger-Faultiere dürfte es sich vorrangig von Blättern ernähren und als Ausgleich für den geringen Nährwert seiner Nahrung eine energiesparende Lebensweise führen. Als Nahrungspflanzen nachgewiesen sind bisher die Rote Mangrove selbst, Ameisenbäume und Blüten von Guaven. Dabei ist die Art sowohl in den Bäumen als auch am Boden unterwegs. Beobachtungen zufolge legen einzelne Tiere bis zu 200 m zurück und nutzen einen Aktionsraum von durchschnittlich 0,25 ha, was aber aufgrund fehlender Langzeituntersuchungen nur als Minimalwert aufgefasst werden kann. Darüber hinaus ist das Zwergfaultier, wie andere Dreifinger-Faultiere auch, ein geschickter Schwimmer. Es ist außerdem weniger deutlich tagaktiv als seine Verwandten vom Festland, was möglicherweise mit der fehlenden Bedrohung durch Raubtiere zusammenhängt. Das Fortpflanzungsverhalten wurde bisher nicht untersucht, es sind aber einzelne Weibchen mit singulären Jungtieren gesichtet worden. Im Fell nisten wie bei den anderen Faultierarten Grünalgen, die sich in querverlaufenden Rissen der dicken Haare ablagern. Häufig sind der Kopf, der Nacken, der obere Rücken und die oberen Abschnitte der Vorderbeine mit Algen bedeckt. Bisher konnte mit Trichophilus welckeri nur eine Algenart identifiziert werden. Zusätzlich sind aber 37 weitere Arten von Lebewesen nachgewiesen, die im Fell des Zwergfaultiers leben, darunter befinden sich Pilze, Wimperntierchen, Apicomplexa und Dinoflagellaten. Es ist die höchste Anzahl von Eukaryoten, die bisher bei den Faultieren beobachtet wurde.

## Systematik
Das Zwergfaultier ist eine Art aus der Gattung der Dreifinger-Faultiere (Bradypus), der vier weitere Arten angehören. Diese sind wiederum Bestandteil der heute monotypischen Familie der Bradypodidae, die innerhalb der Unterordnung der Faultiere (Folivora) entweder nach skelettanatomischen Merkmalen allen anderen Faultiergruppen als Schwestergruppe gegenübersteht oder gemäß molekulargenetischen Untersuchungen und Proteinanalysen der Überfamilie der Megatherioidea zugewiesen wird. Die nächste verwandte heute noch lebende Gruppe innerhalb der Faultiere ist die der Zweifinger-Faultiere (Choloepus) aus der Familie der Choloepodidae. Die Faultiere wiederum sind enger mit den Ameisenbären (Vermilingua) verwandt und formen gemeinsam die Ordnung der Zahnarmen (Pilosa). Die Abspaltung der Linie der Faultiere von den Ameisenbären begann nach molekulargenetischen Studien im ausgehenden Paläozän vor etwa 58 Millionen Jahren. Die beiden heute noch lebenden Gattungen Bradypus und Choloepus trennten sich dagegen im Oligozän vor rund 29 Millionen Jahren.
Innerhalb der Gattung der Dreifinger-Faultiere wird in der Regel das Braunkehl-Faultier (Bradypus variegatus) als die nächstverwandte Art angenommen. Diese ist in Mittel- und Südamerika weit verbreitet und tritt auch auf einigen Inseln vor der Küste Panamas auf, so auf Colón, Cayo Nancy und Bastimentos. Die Individuen der einzelnen Populationen ähneln in gewisser Weise in ihrer Fellzeichnung dem Zwergfaultier und sind in ihrer Körpergröße zudem markant kleiner als jene der Populationen auf dem Festland. Die Insel Escudo de Veraguas liegt aber deutlich weiter vom Festland entfernt als die anderen Inseln. Durch steigendes Meerwasser nach dem Ausklingen der letzten Kaltzeit wurde sie vor etwa 8900 Jahren vom Festland abgetrennt. Die Insel Colón, Heimat des heutigen Braunkehl-Faultiers, entstand auf diese Weise dagegen erst vor 5200 Jahren – und damit zu einem wesentlich späteren Zeitpunkt. Die Vorfahren des Zwergfaultiers waren somit deutlich länger von den anderen Gruppen des Braunkehl-Faultiers getrennt und unterlagen so einer stärkeren Inselverzwergung – über geschätzte 1500 Generationen bis heute – als die Vorfahren der Faultiere der näher am Festland liegenden Inseln. Trotz der auffällig kleineren Körperproportionen gegenüber Braunkehl-Faultieren vom Festland werden die Faultiere der übrigen Inseln vor der Küste Panamas allesamt dieser Art zugewiesen. Damit ist das Verbreitungsgebiet des Zwergfaultiers einzig auf Escudo de Veraguas beschränkt. Entgegen dem vermuteten Herkunftsszenario für das Zwergfaultier zeigen Molekulargenetik Studien aus dem Jahr 2015, dass die Art sich bereits im Miozän vor rund 8 Millionen Jahren von der Linie des Braun- und des Weißkehl-Faultiers (Bradypus tridactylus) abgespalten hatte. Fossilfunde des Zwergfaultiers liegen nicht vor.
Das Zwergfaultier wurde 2001 von Robert P. Anderson und Charles O. Handley wissenschaftlich erstbeschrieben. Der Holotyp (Exemplarnummer USNM 579179) ist ein erwachsenes Weibchen mit Haut und Schädel, das im März 1991 von Handley und Penny Nelson auf der Insel Escudo de Veraguas gesammelt wurde. Aufbewahrt wird der Holotyp im National Museum of Natural History in Washington, D.C. Der lateinische Artname pygmaeus bedeutet dabei so viel wie „Zwerg“.

## Gefährdung
Das Zwergfaultier wird aufgrund seines kleinen Verbreitungsgebietes – die Heimatinsel misst nur rund 4,3 km² – in der Roten Liste der IUCN als „vom Aussterben bedroht“ (critically endangered) gelistet und in einer neuen Liste sogar zu den hundert am stärksten vom Aussterben bedrohten Arten gezählt. Während einer dreiwöchigen Beobachtung im Jahr 2011 konnten insgesamt 79 Tiere registriert werden, die sich meist in Mangrovenbäumen, selten nur in kurzen Entfernungen zu diesen aufhielten. Die Größe der Gesamtpopulation ist unbekannt, sie wurde ursprünglich bei einer durchschnittlichen Individuendichte von 5,8 bis 7,4 Tieren je Hektar in den Mangrovenwäldern auf weniger als 500 Exemplare geschätzt. Aufgrund der seit 2012 beobachteten Verbreitung der Art auch in den tropischen Regenwäldern der Insel gehen Experten nun von insgesamt 500 bis 1500 Tieren aus. Die Heimatinsel ist zwar unbewohnt, allerdings besuchen Fischer, Bauern und andere Menschen sie zeitweise und machen Jagd auf die Tiere zu Nahrungszwecken oder fangen sie, um sie als Haustiere zu verkaufen. Weitere Gefahren stellen die Entnahme von Holz als Bau- und Brennmaterial sowie die Erschließung der Insel für den Tourismus dar, ebenso dürfte die Anwesenheit von Hauskatzen Einfluss auf den Bestand haben. Momentan genießt das Zwergfaultier nur wenig Aufmerksamkeit von öffentlicher Seite. Ursprünglich ungeschützt stellt Escudo de Veraguas heute einen Teil des indigenen Territoriums Ngöbe-Buglé dar und ist selbst als Landschaftsschutzgebiet ausgewiesen, das aber seit dem Jahr 2012 für wirtschaftliche Entwicklung wieder geöffnet wurde. Es wird daher empfohlen, den Schutzstatus der Insel zu erhöhen.